# Викомеро (Парма)
Викомеро је насеље у Италији у округу Парма, региону Емилија-Ромања.
Према процени из 2011. у насељу је живело 372 становника. Насеље се налази на надморској висини од 35 м.